# Leah Pipes
Leah Marie Pipes (Los Angeles, 12 agosto 1988) è un'attrice statunitense.

## Biografia

### Carriera
Deve la sua fama alla sua interpretazione nel 2004, recitando nel film Disney Pixel Perfect - Star ad alta definizione, di Mark A.Z. Dippé. 

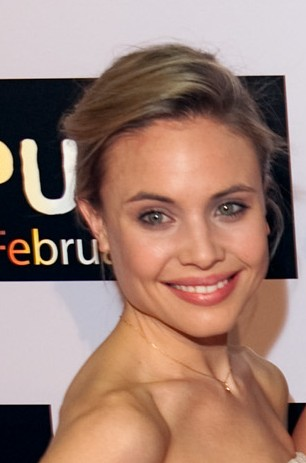
Leah Pipes

Ottiene il ruolo di protagonista, nel film horror del 2006, Innocenti presenze.
Nel 2007 recita nel film Soccer Girl - Un sogno in gioco mentre nel 2013 prende parte al film Sesso, bugie e selfie.
Nel corso della sua carriera è apparsa in numerose serie televisive come Shark - Giustizia a tutti i costi, Law & Order: Los Angeles, Crossing Jordan, Ghost Whisperer - Presenze, The Defenders, Clubhouse, Bones, Malcolm, Angel, Drake & Josh, Glee e Terminator: The Sarah Connor Chronicles.
Recita al fianco di Briana Evigan nel film del 2009, Patto di sangue, remake del film del 1983 Non entrate in quel collegio.
Ottiene nel 2007 un ruolo nel cast principale della serie L'Africa nel cuore, interpretando la parte di Katie Clarke; la serie viene cancellata dopo una sola stagione.
A partire dal 2013 dopo aver preso parte all'episodio backdoor pilot della serie The Vampire Diaries, diventa una delle protagoniste dello spin-off The Originals, recitando la parte di Camille O'Connell, ruolo che interpreterà fino al 2016
Reciterà nel 2019 nella serie televisiva Streghe dove interpreterà la parte di Fiona.

### Vita privata
Nel mese di gennaio del 2014 ha annunciato il suo fidanzamento con l'attore Andrew James Trauth, i due si sono sposati nello stesso anno, il 6 dicembre. La coppia divorzierà nel 2019.

## Filmografia

### Cinema
- Fertile Ground, regia di Patrick R. Norris (2005)
- Odd Girl Out, regia di Tom McLoughlin (2005)
- Innocenti presenze (Fingerprints), regia di Harry Basil (2006)
- Soccer Girl - Un sogno in gioco (Her Best Move), regia di Norm Hunter (2007)
- Patto di sangue (Sorority Row), regia di Stewart Hendler (2009)
- Conception, regia di Josh Stolberg (2011)
- Musical Chairs, regia di Susan Seidelman (2012)
- Into the Dark, regia di Mark Edwin Robinson (2012)
- The Devil's Hand, regia di Christian E. Christiansen (2014)
- Una madre assassina (The Perfect One), regia di Nick Everhart (2018)
- A Beauty & The Beast Christmas, regia di Dylan Vox (2019)
- Exploited, regia di Jon Abrahams (2022)

### Televisione
- Angel – serie TV, episodi 2x14-2x15 (2001)
- Lost at Home - serie TV, 6 episodi (2003)
- Pixel Perfect - Star ad alta definizione (Pexel Perfect), regia di Mark A.Z. Dippé – film TV (2004)
- Drake & Josh – serie TV, episodio 2x04 (2004)
- Clubhouse – serie TV, 4 episodi (2005)
- Nemiche (Odd Girl Out) – film TV, regia di Tom McLoughling (2005)
- Malcolm – serie TV, episodio 6x13 (2005)
- Fertile Ground, regia di Patrick R. Norris – film TV (2005)
- Shark - Giustizia a tutti i costi (Shark) – serie TV, episodio 1x10 (2006)
- Bones – serie TV, episodio 2x03 (2006)
- Crossing Jordan – serie TV, episodio 6x09 (2007)
- Terminator: The Sarah Connor Chronicles – serie TV, episodi 2x04-2x07 (2008)
- Ghost Whisperer – serie TV, episodio 3x15 (2008)
- L'Africa nel cuore (Life Is Wild) – serie TV, 13 episodi (2008)
- The Defenders – serie TV, episodio 1x08 (2010)
- Law & Order: Los Angeles – serie TV, episodio 1x01 (2010)
- The Deep End – serie TV, 6 episodi (2010)
- The Vampire Diaries – serie TV, episodio 4x20 (2013)
- Glee – serie TV, episodio 4x12 (2013)
- Sesso, bugie e selfie (Jodi Arias: Dirty Little Secret), regia di Jace Alexander – film TV (2013)
- The Originals – serie TV, 66 episodi (2013-2018)
- Forest Cove (Change of Heart), regia di Stephen Bridgewater – film TV (2016)
- Streghe (Charmed) – serie TV, 8 episodi (2019)
- 9-1-1 – serie TV, episodio 4x08 (2021)

### Video musicali
Ha preso parte anche al video musicale di Shwayze, Get U Home, che fa parte della colonna sonora del film Patto di sangue (2009).

## Doppiatrici italiane
Nelle versioni in italiano dei suoi film, Leah Pipes è stata doppiata da:
- Veronica Puccio in L'Africa nel cuore, Crossing Jordan
- Valentina Mari in Sesso, bugie e selfie, 9-1-1
- Letizia Scifoni in The Originals
- Chiara Gioncardi in Patto di sangue
- Selvaggia Quattrini in Una madre assassina
- Domitilla D'Amico in Ghost Whisperer
- Gemma Donati in Malcolm
- Federica De Bortoli in Terminator: The Sarah Connor Chronicles
- Laura Lenghi in Glee
- Irene Di Valmo in Streghe